# Morgonstudion
Morgonstudion är Sveriges Televisions TV-morgonprogram i SVT1. Sveriges Television hade tidigare ett morgonprogram under namnet Gomorron Sverige, men under våren 2017 beslutade man att lägga ner programmet och ersätta den med det nya morgonprogrammet Morgonstudion. Programmet hade premiär den 28 augusti 2017 och har en framtoning att inrikta sig på nyhetsflödet.
Morgonstudion sänds på vardagar från kl 06.00 och under sommaren från kl 07.00 fram till kl 10.00.

## Programledare
- André Pops (2017–2018)
- Karin Magnusson (2017–)
- Pelle Nilsson (2017–)
- Carolina Neurath (2017–2020)
- Ted Wigren (2018–)
- Åsa Avdic (2017–)
- Alexander Letic (2021–)[3]
- Marcus Carlehed (2021–)
- Karin Moberg (2022–)
- Pia Herrera (2022–2023)[4]